# Zulay Rodríguez
Zulay Leyset Rodríguez Lu (Ciudad de Panamá, Panamá; 19 de junio de 1969) es una política, abogada y catedrática universitaria panameña, diputada ante la Asamblea Nacional desde 2014 hasta 2024 por el distrito 8-2 y miembro del Partido Revolucionario Democrático. Ejerció como Primera Vicepresidenta de la Cámara del 1 de julio de 2019 al 1 de julio de 2020.

## Educación y vida
Es hija de Gladis Lu, dirigente magisterial y de Rafael Rodríguez, exprocurador general de la Nación Rodríguez obtuvo su título como licenciada en derecho y ciencias políticas con distinción cum laude en la Universidad Católica Santa María La Antigua en el año de 1992.
Posteriormente realiza estudios de especialización y maestría de derecho procesal en la Universidad de Panamá para luego obtener su título de maestría en derecho ambiental de la Universidad de Londres, que incluía también cursos de derecho internacional económico: OMC, FMI, Banco Mundial y políticas económicas. Asimismo, obtiene su licenciatura de ciencias sociales con énfasis en criminología en la Universidad Estatal de Florida. Finalmente obtiene la maestría en docencia superior, título obtenido en la Universidad Latinoamericana de Ciencias y Tecnología hoy Universidad Interamericana de Panamá.
Desempeñó diversos cargos en los tribunales de justicia. De la misma forma, ha ejercido la profesión como profesora de Derechos Humanos y política, pensamiento social y derecho penal en la Universidad Santa María La Antigua (USMA), al igual que en el Postgrado de Derechos Humanos de la USMA. Ejerció como profesora de derecho procesal general, y procesal penal en la Universidad de Panamá, y es profesora de Derechos Humanos de la Universidad Interamericana de Panamá.

## Vida pública
Zulay Rodríguez salió a la vida pública en julio de 2010, cuando fue investigada siendo juez sexta suplente por supuestas irregularidades en varias fianzas de excarcelación que ella otorgó, a personas vinculadas al narcotráfico a cambio de sobornos. Dicha situación derivó en medidas de prohibición de salida de país y una fianza de excarcelación por 150 mil balboas (luego reducida a 100 mil baboas) a Rodríguez. Finalmente, el 29 de julio del mismo año, el Juzgado Tercero del Circuito de lo Penal declaró la nulidad del proceso y consideró que la actuación de la jueza suplente estuvo acorde a la norma.
En marzo de 2011, reapareció denunciando públicamente un complot político contra la procuradora Ana Matilde Gómez, que fue suspendida de su cargo el año anterior y que involucraba al recién electo magistrado José Abel Almengor. Dicho grupo de personas se identificaba como «Pamago» («Perseguidos de Ana Matilde Gómez»). La controversia fue tildada por el presidente de Panamá, Ricardo Martinelli como una «telenovela amorosa» y una «pelea de rating», y exigió una investigación sobre el hecho. Uno de los abogados señalados por Rodríguez fue el ex-defensor del pueblo y constitucionalista Ítalo Antinori, del cual Zulay Rodríguez señaló haber recibido alrededor de 50 correos electrónicos emanados de la dirección de Antinori, donde se mostraban detalles de cómo remover a Gómez sin alejarse de la Constitución. Por otra parte, se intentó vincular a Rodríguez y al magistrado Almengor con una supuesta relación amorosa, que fue desmentida posteriormente, mientras que comenzó a aumentar la presión en la renuncia de Almengor. El 14 de abril de 2011, el magistrado Almengor presentó su renuncia ante Martinelli, y fue aceptada por el Consejo de Gabinete una semana después. Debido a que la Asamblea Nacional de Panamá había archivado las denuncias de Zulay Rodríguez contra Almengor, el Ministerio Público no continuó con la investigación.
El 1 de septiembre de 2011, Zulay Rodríguez se inscribió en el Partido Revolucionario Democrático (PRD). En noviembre de 2011, denunció que estaba siendo intervenida telefónicamente, y responsabilizó al presidente Martinelli de la situación. También presentó una querella a Martinelli por un supuesto intento de secuestro del presidente en enero de 2010. Posteriormente en 2013, fue involucrada en un vídeo de carácter íntimo con el fin de extorsionarla y perjudicarla como precandidata a diputada en las primarias del PRD. A pesar de la campaña sucia, fue elegida en tercera posición en las primarias como diputada en el circuito 8-6 en junio de 2013.

### Labor como diputada
En las elecciones generales de Panamá de 2014, fue elegida diputada ante la Asamblea Nacional por el distrito 8-6 correspondiente a San Miguelito, bajo la bandera del Partido Revolucionario Democrático (PRD). El 11 de julio de 2018 anunció su precandidatura a la presidencia de Panamá en las elecciones de Panamá de 2019 por el PRD, desencantándose por la reelección en la Asamblea Nacional por sentirse «asqueada». El 4 de septiembre, presentó 14 propuestas que implementaría de ser elegida presidenta de Panamá, que iban desde medidas agrícolas, hasta la distribución equitativa de las riquezas. En las primarias del Partido Revolucionario Democrático, realizadas el 16 de septiembre de 2018, Rodríguez, alcanzó el 18%, siendo superada por Laurentino Cortizo con 68%, con el expresidente Ernesto Pérez Balladares posicionándose en el tercer lugar con 7%. El 1 de julio de 2019 fue elegida Primera Vicepresidenta de la Asamblea Nacional de Panamá.
El 9 de julio de 2019, tras ser reelegida diputada, tomó relevancia mediática al presentar un anteproyecto de ley migratoria con diversas restricciones y regulaciones respecto al estatus migratorio. Los requisitos para encontrar un estatus migratorio legal en Panamá que contemplan dicho anteproyecto de ley serían la residencia propia, solvencia económica comprobada, inscripción en el seguro social y pago de impuestos, «endureciendo» las medidas que están dentro del Decreto Ley de 2008 sobre el Servicio Nacional de Migración las cuales incluyen menos regulaciones respecto al anteproyecto presentado por Rodríguez Lu. Rodríguez se ha referido a la migración venezolana en Panamá sobre este proyecto, afirmando que, de no cumplir las disposiciones incluidas dentro del anteproyecto, tendrán que abandonar el territorio panameño, lo que ha ocasionado distintas críticas, tildándola de «xenofóbica» y que sus comentarios son de «odio, politiquería y divisionismo». Por sus declaraciones, en febrero de 2021 la diputada fue declarada persona non grata por la Veppex, una organización de venezolanos radicados en Miami, y han considerado denunciarla ante organismos internacionales por delitos de odio.
Tras las elecciones internas del PRD del 15 de mayo de 2022, donde el diputado Benicio Robinson consolidó el control del partido y marginó la influencia de Rodríguez al perder el control del frente femenino, ésta señaló que el partido estaba «secuestrado» por Robinson, y ha tomado un distanciamiento político dentro del PRD. En julio de 2022 anunció su postulación como precandidata presidencial y a diputada bajo la figura de libre postulación, aprovechando que el código electoral se lo permite sin abandonar el PRD.

### Caso Penagos
En abril de 2023, la diputada Rodríguez fue notificada por un proceso que le sigue la Corte Suprema de Justicia por los supuestos delitos de hurto con abuso de confianza y blanqueo de capitales. A inicios del año 2022, familiares del difunto José Luis Penagos, de origen mexicano, interpusieron una denuncia contra la diputada ante el Ministerio Público de Panamá, alegando que esta se quedó con 65 kilos de oro propiedad de Penagos. 
El oro le fue decomisado a Penagos, en marzo de 2009, y a su colega, José Felipe Mendoza, por la Autoridad Nacional de Aduanas cuando hicieron escala en Aeropuerto Internacional de Tocumen rumbo a Colombia. Penagos y Mendoza contrataron los servicios legales de Rodríguez para recuperar el oro decomisado, pues a ellos se les deportó y se les prohibió la entrada a Panamá. Los clientes de Rodríguez le entregaron amplios poderes que incluían unas 30 acciones legales de todo tipo, con estos poderes Rodríguez y Araúz pactaron dos acuerdos de pago. Según Penagos, ni él ni su colega sabían de este arreglo que hicieron sus abogados. El 21 de septiembre de 2018, el oro fue liberado por la Autoridad Nacional de Aduanas. Ese día 62,54 kilos de oro fueron recibidos por los abogados Rafael Araúz, Zulay Rodríguez, y su esposo, Álvaro Testa. 
El 26 de febrero de 2024, tras el anuncio de la audiencia de imputación a la diputada Rodríguez por parte de la Corte Suprema de Justicia, optó por renunciar al cargo como diputada nacional como una forma de evitar dicha audiencia, ya que al renunciar el caso tendrá que ser procesado a través de la justicia ordinaria.

### Elecciones generales de 2024
Con miras a las elecciones generales de mayo de 2024, se postuló a tres cargos distintos: como candidata presidencial por la libre postulación, como candidata a alcaldesa del distrito de San Miguelito a través del partido Realizando Metas y como candidata a diputada de la Asamblea Nacional por el circuito 8-2 (San Miguelito) por la libre postulación. Debido al Código Electoral, Rodríguez pudo postularse de esa manera a diferentes cargos y en diferentes toldas, sin renunciar al PRD.
Como candidata presidencial propuso una serie de medidas populistas de derecha, incluyendo el cierre de la frontera entre Colombia y Panamá para detener la migración ilegal desde Sudamérica, la construcción de un nuevo canal interocéanico que usará agua salada y ha recibido el apoyo de teóricos de conspiración en temas científicos y sociales. Como candidata a alcaldesa de San Miguelito, prometió la construcción de un teleférico, hospitales de animales, la creación de una zona franca, reformar la recolección de basura e implementar cámaras de reconocimiento biométrico con fines de seguridad.